# Hydrobiosis spatulata
Hydrobiosis spatulata är en nattsländeart som beskrevs av Mcfarlane 1951. Hydrobiosis spatulata ingår i släktet Hydrobiosis och familjen Hydrobiosidae. Inga underarter finns listade i Catalogue of Life.